# Chiesa di San Biagio (Casal di Principe)
La chiesa di San Biagio è un edificio sacro di Casal di Principe, sito in via Croce. La chiesa è dedicata a san Biagio vescovo e martire, con una vivissima devozione da parte dei fedeli.

## Origine della Devozione

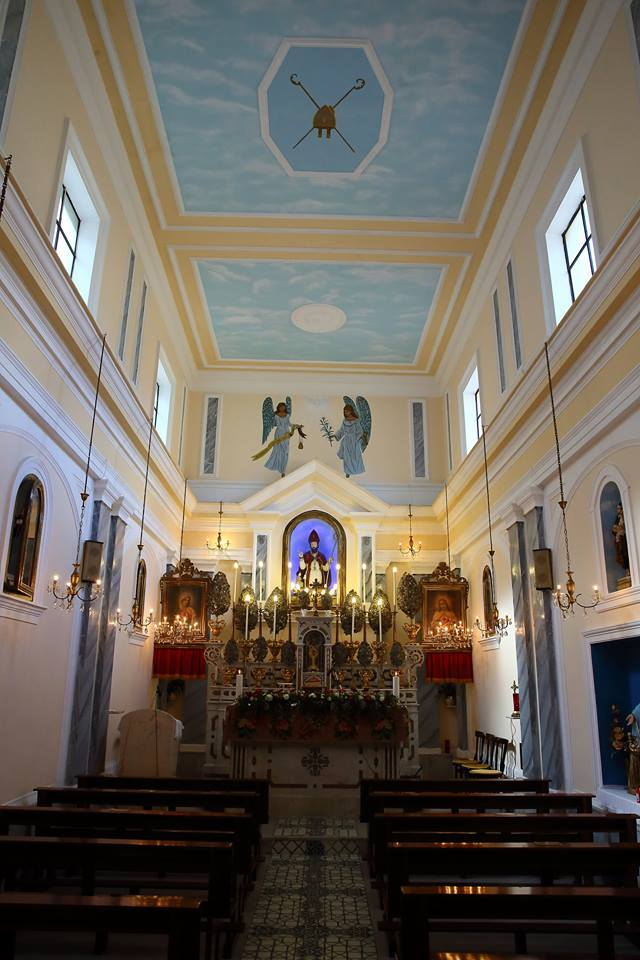
interno della chiesa di San Biagio in Casal di Principe

La Chiesa fu eretta dalla famiglia Nuzzi in un terremo di propria pertinenza. Tale famiglia era originaria di Grazzanise: Domenico, padre del dott. Angelo e questi, a sua volta, padre del farmacista Domenico, di Raffaele, Giuseppina ed Anna abitava nel fabbricato cui è annessa la chiesa di San Biagio, in via Croce. 
Un male inguaribile (tumore) colpì la signorina Anna che, pur avendo avuto premurose cure dei due medici di famiglia (padre e nonno) peggiorava continuamente. I familiari, ormai sgomenti, vollero un consulto medico di eminenti specialisti. Pertanto fu chiamato da Napoli il prof. Antonio Cardarelli massimo esponente della scienza medica dell'epoca. Ma non si ottenne alcun risultato. 
La famiglia si vide allora costretta a ricorrere non più ad un "medico santo" come era considerato Cardarelli, ma ad un "santo medico" come san Biagio, egli infatti da Medico avrebbe potuto curare l'ammalata nel corpo e da Confessore e Testimone guarirla miracolosamente. 
La famiglia Nuzzi acquistò quindi una statua raffigurante il santo di Sebaste opera del noto scultore napoletano Achille D'Orsi, (probabilmente un parente della moglie del dott. Angelo Nuzzi) ancora oggi venerata nella medesima cappella. La statua fu fatta benedire e, trasportata in casa, fu presentata all'ammalata, che di lì a poco riebbe la piena salute. 
In seguito a questo evento considerato prodigioso si presentavano a casa Nuzzi frotte di fedeli per venerare il Santo, pregare davanti alla statua e ringraziare per qualche grazia ricevuta. Data la presenza di un così gran numero di persone la famiglia decise di far erigere la chiesa in cui collocare la statua.

## Costruzione dell'edificio sacro
Tale movimento di popolo sensibilizzò la famiglia, che accogliendo il desiderio di molti fedeli, volle far costruire nel miglior posto del palazzo, a proprie spese, una cappella dedicata a san Biagio. Ottenuta l'autorizzazione dall'allora vescovo di Aversa, Domenico Zelo (assai vicino al papa Pio IX durante il suo esilio napoletano) e finiti i lavori, la famiglia collocò una lapide marmorea sulla porta della chiesa.
I Nuzzi pensarono al fabbricato e a tutte le suppellettili necessarie, per la celebrazione delle messe e lo sviluppo del culto, e il 12 settembre 1918 donarono la chiesa e l'intero fabbricato alla nipote Anna De Rosa, la quale la donò a sua volta al marito Bernardo Natale, che a sua volta ne fece dono al nipote Raffaele Natale il quale restaurò e rimodernò l'edificio nel 1986.
Negli anni Novanta del Novecento, la chiesa ha subito un nuovo passaggio di proprietà a causa della prematura scomparsa di quest'ultimo ed è attualmente di proprietà dei suoi eredi che si prendono cura delle devozione al Santo e della Chiesa.

## Il Culto
Essendo l'edificio sacro un "oratorio privato" sin dalla sua fondazione ha avuto bisogno di Cappellani a garanzia del corretto svolgimento delle funzioni secondo la legge canonica vigente. Tutti i cappellano dal 1886 sono stati sacerdoti diocesani appartenenti alla Diocesi di Aversa:
1. Sac. Pasquale Letizia
2. Sac. Francesco Coppola
3. Sac. Luigi Coppola
4. Sac. Alfonso Letizia
5. Can.co Giuseppe Coppola (fratello della Serva di Dio Suor Maria Raffaela Coppola)
6. Can.co Ubaldo Mastrominico
7. Sac. Maurizio Granara
8. Sac. Andrea Della Gatta
9. Sac. Massimo Mormile
10. Sac. Carmine Schiavone
11. Sac. Carlo De Laurentis
12. Sac. Laurianus Banyuzukwabo Tuyisabe C.R.M.

## Il culto di san Biagio nella diocesi di Aversa
Il culto in onore di san Biagio, oltre che a Casal di Principe, è molto sviluppato in Aversa di cui il santo è patrono secondario, nella chiesa omonima delle monache benedettine, in Cardito, Carditello e Grumo Nevano nella parrocchia di San Vito.

## Fatti notevoli
- Il giorno 8 febbraio 2014[2] e il 6 febbraio 2015[3] la chiesa è stata visitata da mons. Kevork Noradounguian, Rettore del Pontificio collegio armeno di Roma, accompagnato da una rappresentanza dei seminaristi e del coro del medesimo Pontificio collegio armeno.
- Il giorno 12 maggio 2018 il responsabile della Comunità armena di Napoli Vahe Keuchguerian ha visitato la Chiesa al termine dell'incontro "Il genocidio e la Diaspora armena nella storia e nella memoria" tenutosi presso il Liceo Scientifico "Emilio Gino Segrè" di San Cipriano d'Aversa.
- Il giorno 3 febbraio 2020 la fotografa Patrizia Posillipo ha realizzato un reportage fotografico sulla devozione popolare per San Biagio a Casal di Principe. Il reportage fa parte del progetto dell'Ambasciata d'Italia a Yerevan dal titolo "Tracce: fotografia in viaggio tra Italia e Armenia", a cura di Isabella Indolfi e con la consulenza scientifica di Carlo Coppola [4].